# Koenraad de Grote
Koenraad I van Meißen (ca. 1098 - klooster Petersberg bij Halle (Saale), 5 februari 1157), bijg. de Grote, was markgraaf van Meißen (1123) en van de Lausitz (1136). Hij wordt beschouwd als de grondlegger van de macht van het huis Wettin.
Koenraad was de jongste zoon van graaf Thiemo I van Wettin en Ida van Northeim, dochter van Otto I van Northeim. Omdat zijn neef Hendrik I van Eilenburg, markgraaf van Meißen en de Lausitz, in 1103 kinderloos leek te overlijden, leken Koenraad en zijn broer Dedo een rijke erfenis te krijgen. De schok was groot toen Hendriks weduwe Gertrudis van Brunswijk beweerde zwanger te zijn. Partijgangers van Koenraad en Dedo beweerden dat het een leugen was en Gertrudis zag zich gedwongen om in het publiek haar gewaad tot op haar heupen te laten zakken om haar zwangere buik te tonen. Ze beviel van een erfgenaam Hendrik II van Eilenburg maar tegenstanders beweerden nu dat ze van een dochter was bevallen maar haar kind had verwisseld met het kind van een volksvrouw. Deze geruchten bleven hardnekkig terugkomen en toen Koenraad eenmaal volwassen was geworden deed hij ook zijn best om deze geruchten verder te verspreiden. Toen Hendrik de kans kreeg aarzelde hij niet en nam Koenraad gevangen, en wierp hem in een kerker om daar te sterven. Alleen de plotselinge dood van Hendrik redde Koenraad (1123).
Koenraad hoopte weer op een aanzienlijke erfenis maar werd opnieuw teleurgesteld, keizer Hendrik V gaf de markgraafschappen aan Wiprecht van Groitzsch. Koenraad erfde wel het graafschap Eilenburg. Lotharius, hertog van Saksen, vond echter dat de markgraafschappen in zijn politieke sfeer lagen en accepteerde de beslissing van de keizer niet. Hij benoemde Koenraad tot markgraaf van Meißen en Albrecht de Beer tot markgraaf van de Lausitz. Tezamen vielen ze Wiprecht aan die snel werd verslagen. Koenraad werd in 1125 door Hendrik V als markgraaf van Meißen erkend. Dit werd in 1130 bevestigd door (inmiddels keizer) Lotharius toen Koenraad hem begeleidde naar Zuid-Italië.
In 1136 werd Koenraad eindelijk ook benoemd tot markgraaf van de Lausitz. In 1143 werd hij ook graaf van Groitzsch (Leipzig) en Rochlitz en voogd (feodalisme) van het klooster van Chemnitz en de dom van Naumburg (Saale). Koenraad liet woeste gronden in zijn gebieden ontginnen door Vlaamse kolonisten en versterkte zijn greep op de lokale bevolking door de bevordering van het christendom. In 1147 nam Koenraad deel aan de kruistocht tegen de Abodriten. Iedereen van belang in Noord-Duitsland, die niet deelnam aan de Tweede Kruistocht, nam deel aan deze onderneming, onder andere Hendrik de Leeuw en Albrecht de Beer, de aartsbisschoppen van Maagdenburg en Bremen en de bisschoppen van Havelberg en Brandenburg. De veldtocht was een succes en de Abodriten moesten om vrede vragen en hun prinsen moesten het christelijk geloof accepteren.
Koenraad had veel kinderen en sloot voor hen huwelijken met onder andere de koninklijke families van Polen en Denemarken, twee huwelijken met kinderen van Albrecht de Beer en een met de paltsgraaf van Lotharingen. Hij had ook uitstekende banden met de kerk, drie van zijn dochters traden in een klooster (twee werden abdis) en zijn neef was de aartsbisschop van Maagdenburg.
In 1156 voelde Koenraad het einde van zijn leven naderen. Om te voorkomen dat het feodale rijk dat hij had opgebouwd na zijn dood ten onder zou gaan door conflicten tussen zijn vijf nog levende zoons, onderling en met de keizer, besloot hij het bij zijn leven onder zijn zoons te verdelen. Hij verdeelde niet alleen de erfelijke goederen maar ook de persoonlijke lenen die hij van de keizers had gekregen. Hoewel de keizer hierdoor sterk werd benadeeld, maakte die geen bezwaar. Daarna legde Koenraad in een plechtige ceremonie in de dom van Maagdenburg zijn wapens en eretekenen af, en werd lekenbroeder in het klooster op de Peterberg bij Halle, dat hij had gesticht. Na twee maanden overleed hij en werd in het klooster begraven.
Koenraad was voor 1119 gehuwd met Luitgard van Elchingen (ca. 1105 - Gerbstedt, 19 juni 1145), dochter van graaf Albrecht van Ravenstein (bij Böhmenkirch) en zijn vrouw Bertha. Albrecht en Bertha waren stichters van de Abdij Elchingen. Aangenomen wordt dat Bertha dezelfde was als Bertrada, dochter van Frederik I van Zwaben en Agnes van Waiblingen, die met een graaf Adalbert was getrouwd (zou dan Albrecht zijn). Luitgard overleed in het klooster van Gerbstedt en werd daar begraven.
Koenraad en Luitgard kregen de volgende kinderen:
- Hendrik, jong overleden;
- Otto de Rijke, markgraaf in Meissen, gehuwd met een dochter van Albrecht de Beer;
- Oda, abdis in Gerbstedt (1137);
- Bertha, abdis in Gerbstedt (1190);
- Diederik II van Lausitz (ca. 1125 - klooster Petersberg, 9 februari 1185), markgraaf van de Lausitz, gehuwd (ca. 1142) met Dobronega, dochter van Bolesław III van Polen. Begraven in Petersburg. Zijn zoon Koenraad stierf tijdens een toernooi, zijn dochter Gertrude was non in Gerbstedt en zijn buitenechtelijke zoon Diederik was bisschop van Merseburg. Bij gebrek aan erfgenamen erfden zijn broers.
- Gertrude, tweede echtgenote van Herman van Stahleck, die door zijn eerste huwelijk zwager was van Koenraad III (Rooms-koning);
- Adelheid, gehuwd met koning Sven III van Denemarken (-1157) en met graaf Adelbert III van Ballenstedt (-1171);
- Hendrik, graaf van Wettin (-1181), trouwde met Sophia, die na zijn dood hertrouwde met Herman I van Thüringen;
- Dedo III van Lausitz, van 1185 tot 1190 markgraaf van Lausitz;
- Agnes (-1203), non te Gerbstedt, abdis van Quedlinburg, onder haar bestuur werd Quedlinburg een prominent centrum voor de vervaardiging van wandtapijten en manuscripten, zelf was ze bekend als miniatuur-schilder en graveur;
- Sophia (ovl. ca. 1190), gehuwd met graaf Gebhard I van Burghausen (-1163);
- Frederik van Brehna (-1182), vaak aanwezig aan het hof van de keizer - begraven in Petersburg, gehuwd met Hedwig, dochter van Děpolt, zoon van Wladislaus I van Bohemen.

## Voorouders
| Overgootouders                | Dedo I van Wettin (960-1009) ∞ Thietberga van Haldensleben (-) | Dedo I van Wettin (960-1009) ∞ Thietberga van Haldensleben (-) | Ekhard I van Meißen (950-1002) ∞ Swanhilde Billung van Saksen (-1014) | Ekhard I van Meißen (950-1002) ∞ Swanhilde Billung van Saksen (-1014) | Bernhard van Northeim (980-1024) ∞ Eilika (-)              | Bernhard van Northeim (980-1024) ∞ Eilika (-)              | Otto II van Zwaben (1000-1047) ∞ ? (-)                     | Otto II van Zwaben (1000-1047) ∞ ? (-)                     |
| Grootouders                   | Diederik II van Wettin (993-1034) ∞ Mathilde van Meissen (-)   | Diederik II van Wettin (993-1034) ∞ Mathilde van Meissen (-)   | Diederik II van Wettin (993-1034) ∞ Mathilde van Meissen (-)          | Diederik II van Wettin (993-1034) ∞ Mathilde van Meissen (-)          | Otto van Northeim (1030-1083) ∞ Richenza van Zwaben (-)    | Otto van Northeim (1030-1083) ∞ Richenza van Zwaben (-)    | Otto van Northeim (1030-1083) ∞ Richenza van Zwaben (-)    | Otto van Northeim (1030-1083) ∞ Richenza van Zwaben (-)    |
| Ouders                        | Thiemo I van Wettin (1034-1118) ∞ Ida van Northeim (1070-)     | Thiemo I van Wettin (1034-1118) ∞ Ida van Northeim (1070-)     | Thiemo I van Wettin (1034-1118) ∞ Ida van Northeim (1070-)            | Thiemo I van Wettin (1034-1118) ∞ Ida van Northeim (1070-)            | Thiemo I van Wettin (1034-1118) ∞ Ida van Northeim (1070-) | Thiemo I van Wettin (1034-1118) ∞ Ida van Northeim (1070-) | Thiemo I van Wettin (1034-1118) ∞ Ida van Northeim (1070-) | Thiemo I van Wettin (1034-1118) ∞ Ida van Northeim (1070-) |
| Koenraad de Grote (1098-1157) |                                                                |                                                                |                                                                       |                                                                       |                                                            |                                                            |                                                            |                                                            |